# Olios pacifer
Olios pacifer là một loài nhện trong họ Sparassidae.
Loài này thuộc chi Olios. Olios pacifer được Roger de Lessert miêu tả năm 1921.